# Koyuk (rivière)
Pour les articles homonymes, voir Koyuk.
La rivière Koyuk est un cours d'eau d'Alaska, aux États-Unis situé dans la région de recensement de Nome.

## Description
Longue de 115 milles (185 km), elle prend sa source à 3 milles (5 km) du lac Kuzitrin et coule en direction du sud-est pendant 90 milles (145 km) puis du sud pendant 25 milles (40 km) en direction du grau Koyuk, au départ de Norton Sound, à 30 milles (48 km)  au nord-ouest des montagnes Christmas.
Son nom eskimo Kvyguk a été référencé en 1852 par le capitaine Tebenkov, de la Marine Impériale Russe.

## Sources
- (en) « Koyuk (rivière) », Geographic Names Information System